# Torneo de Wuhan 2024
El Wuhan Tennis Open 2024 fue un torneo de tenis jugado en canchas duras al aire libre. Fue la séptima edición del Wuhan Tennis Open, y perteneció a la categoría WTA 1000 en la Torneos WTA en 2024. Se llevó a cabo en Wuhan (China) del 7 al 13 de octubre de 2024. Es la primera edición del torneo desde 2019, ya que las ediciones intermedias se cancelaron debido a la pandemia de COVID-19.

## Puntos y premios

### Distribución de puntos
| Modalidad           | G    | F   | SF  | CF  | R16 | R32 | R64 | C  | C2 | C1 |
| Individual femenino | 1000 | 650 | 390 | 215 | 120 | 65  | 10  | 30 | 20 | 1  |
| Dobles femenino     | 1000 | 650 | 390 | 215 | 120 | 1   | —   | —  | —  | —  |

## Cabezas de serie

### Individuales femenino
| N.º | Rank. | Tenista             | Puntos | Puntos por defender | Puntos ganados | Nuevos puntos | Ronda hasta la que avanzó en el torneo           |
| 1   | 2     | Aryna Sabalenka     | 8716   | 0                   | 1000           | 9716          | Final, venció a Zheng Qinwen [5]                 |
| 2   | 3     | Jessica Pegula      | 5945   | 280                 | 120            | 5785          | Tercera ronda, perdió ante Wang Xinyu            |
| 3   | 6     | Jasmine Paolini     | 5293   | 185                 | 215            | 5323          | Cuartos de final, perdió ante Zheng Qinwen [5]   |
| 4   | 4     | Coco Gauff          | 5593   | 0                   | 390            | 5983          | Semifinales, perdió ante Aryna Sabalenka [1]     |
| 5   | 7     | Zheng Qinwen        | 4300   | 470                 | 650            | 4480          | Final, perdió ante Aryna Sabalenka [1]           |
| 6   | 8     | Emma Navarro        | 3698   | 10                  | 10             | 3698          | Segunda ronda, perdió ante Magdalena Fręch       |
| 7   | 10    | Barbora Krejčíková  | 3161   | 305                 | 10             | 2866          | Segunda ronda, perdió ante Hailey Baptiste [Q]   |
| 8   | 11    | Daria Kasatkina     | 3075   | 10                  | 120            | 3185          | Tercera ronda, perdió ante Magda Linette         |
| 9   | 12    | Beatriz Haddad Maia | 3036   | 10                  | 120            | 3146          | Tercera ronda, perdió ante Magdalena Fręch       |
| 10  | 13    | Anna Kalinskaya     | 2825   | 10                  | 65             | 2877          | Segunda ronda, perdió ante Ekaterina Alexandrova |
| 11  |       | Liudmila Samsonova  | 2080   | 55                  | 10             | 2035          | Primera ronda, perdió ante Magda Linette         |
| 12  | 16    | Diana Shnaider      | 2641   | 10                  | 10             | 2641          | Primera ronda, perdió ante Leylah Fernandez      |
| 13  | 17    | Marta Kostyuk       | 2383   | 10                  | 120            | 2471          | Tercera ronda, perdió ante Coco Gauff [4]        |
| 14  |       | Paula Badosa        | 2714   | 1                   | 0              | 2713          | Baja antes de la primera ronda.                  |
| 15  | 18    | Donna Vekić         | 2268   | 55                  | 65             | 2308          | Segunda ronda, perdió ante Yulia Putintseva      |
| 16  | 19    | Mirra Andreeva      | 2218   | 30                  | 65             | 2253          | Segunda ronda, perdió ante Erika Andreeva [LL]   |

- Ranking del 23 de septiembre de 2024.

#### Bajas femeninas
| Clasif | Jugador          | Puntos Antes | Puntos a defender | Puntos ganados | Puntos después | Baja debido a        |
| ------ | ---------------- | ------------ | ----------------- | -------------- | -------------- | -------------------- |
| 1      | Iga Świątek      | 9785         | 0                 | 0              | 9785           | Motivos personales.  |
| 5      | Elena Rybakina   | 5481         | 108               | 0              | 5373           | Lesión de espalda.   |
| 9      | Danielle Collins | 3177         | 1                 | 0              | 3176           | Enfermedad.          |
| 14     | Jeļena Ostapenko | 2748         | 60                | 0              | 2688           | Lesión abdominal.    |
| 22     | Maria Sakkari    | 2118         | 1                 | 0              | 2117           | Lesión en el hombro. |
| 28     | Ons Jabeur       | 1826         | 100               | 0              | 1726           | Lesión en el hombro. |

### Dobles femenino
| Tenista                             | Ranking | Preclasificada |
| Gabriela Dabrowski Erin Routliffe   | 6       | 1              |
| Lyudmyla Kichenok Jeļena Ostapenko  | 8       | 2              |
| Nicole Melichar Ellen Perez         | 21      | 3              |
| Caroline Dolehide Desirae Krawczyk  | 22      | 4              |
| Sara Errani Jasmine Paolini         | 28      | 5              |
| Elise Mertens Zhang Shuai           | 36      | 6              |
| Chan Hao-ching Veronika Kudermetova | 40      | 7              |
| Demi Schuurs Luisa Stefani          | 45      | 8              |

## Campeonas

### Individual femenino
Aryna Sabalenka venció a  Zheng Qinwen por 6-3, 5-7, 6-3

### Dobles femenino
Anna Danilina /  Irina Khromacheva vencieron a  Asia Muhammad /  Jessica Pegula por 6-3, 7-6(8-6)